# Канталап'єдра
Канталап'єдра (ісп. Cantalapiedra) — муніципалітет в Іспанії, у складі автономної спільноти Кастилія-і-Леон, у провінції Саламанка. Населення — 1127 осіб (2010).
Муніципалітет розташований на відстані близько 150 км на північний захід від Мадрида, 44 км на північний схід від Саламанки.

## Демографія
Динаміка населення (INE ):